# Capgemini
Capgemini là một công ty dịch vụ kỹ thuật số của Pháp do Serge Kampf thành lập năm 1967 tại Grenoble, dưới tên Sogeti. Đây là công ty tư vấn có doanh thu cao nhất của đất nước và nằm trong số mười công ty hàng đầu trong ngành công nghiệp trên toàn cầu. Có trụ sở tại Paris, công ty được niêm yết trên CAC 40 trên Sở giao dịch chứng khoán Paris.